# プジョー・ムーンスター
プジョー・ムーンスター (Peugeot Moonster) は2001年に発表されたコンセプトカーである。

## 概要

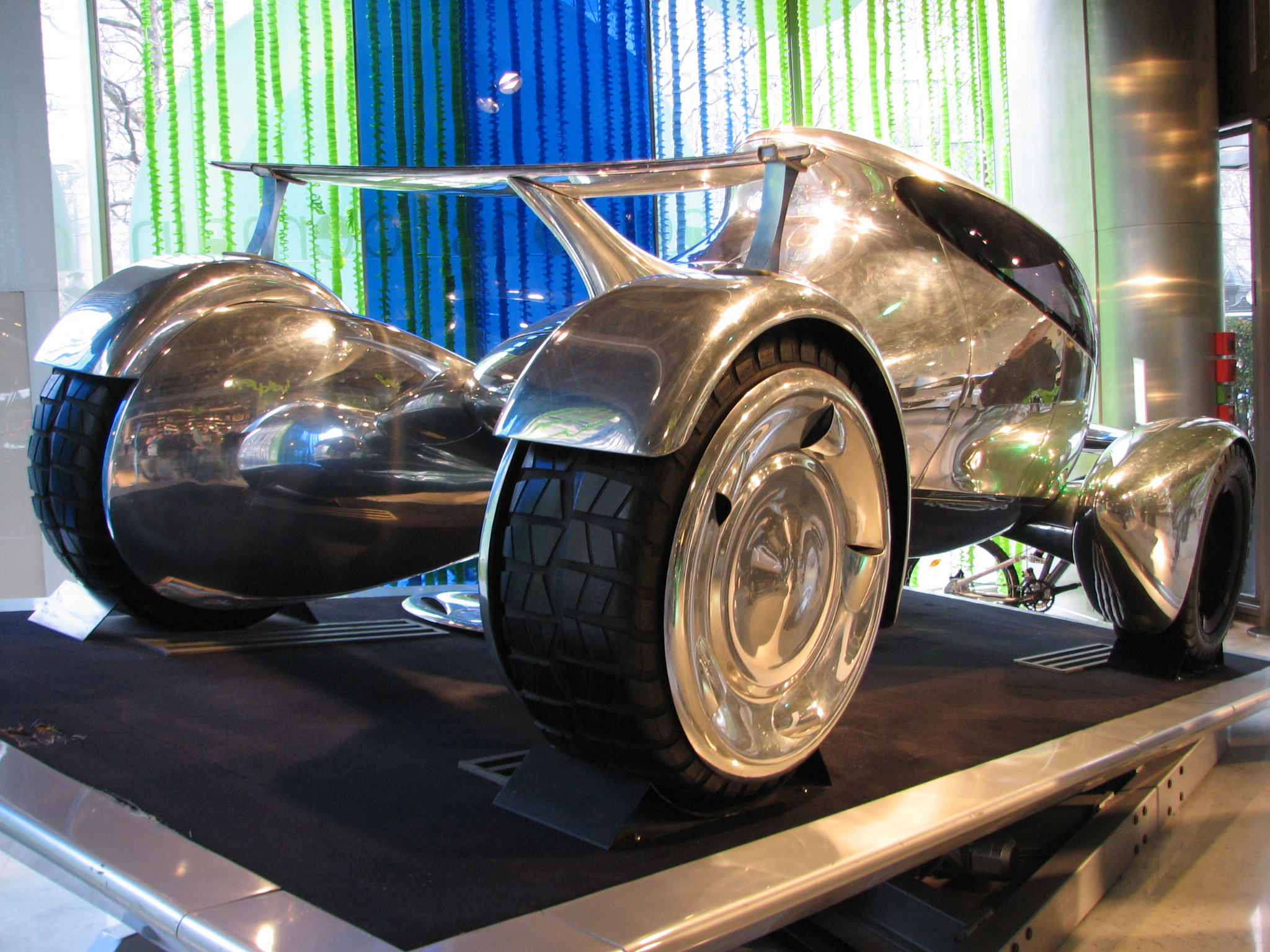
フランス・パリのプジョー・ショールーム、シャンゼリゼ通りにある2001年型プジョー・ムーンスター（後方）

ムーンスターは2001年にフランクフルトモーターショーで発表された。このモデルは2000年に開催された第一回プジョー・デザイン・コンクールで優勝したモデルで、2020年の車をイメージしてデザインされた。デザイナーはセルビアの芸術学生であったMarko Lukovicで、優勝賞金として5000ユーロ(約85万円)の小切手を受け取った。

## デザイン
ムーンスターのエンジンはホイールに内蔵されている。デザインは1900年代初頭の車、そして月面ローバーやイルカに触発されたものになっており、スポイラーはイルカの尾の形を模したデザインになっている。ムーンスターのボディは曲面を多用した形状で、鏡面加工されたアルミニウムシートで作られている。ムーンスターは4シーターで、航空機のようなステアリングホイールを搭載している。

## 参照
1. ↑  https://web.archive.org/web/20071010132606/http://archive.cardesignnews.com/news/2001/010327peugeot-contest/index.html
2. ↑  http://www.diseno-art.com/encyclopedia/concept_cars/peugeot_moonster.html
3. ↑  https://www.car-revs-daily.com/2014/06/24/2001-peugeot-moonster/